# Amycus flavolineatus
Amycus flavolineatus là một loài nhện trong họ Salticidae.
Loài này thuộc chi Amycus. Amycus flavolineatus được Carl Ludwig Koch miêu tả năm 1846.